# صوف زجاجي

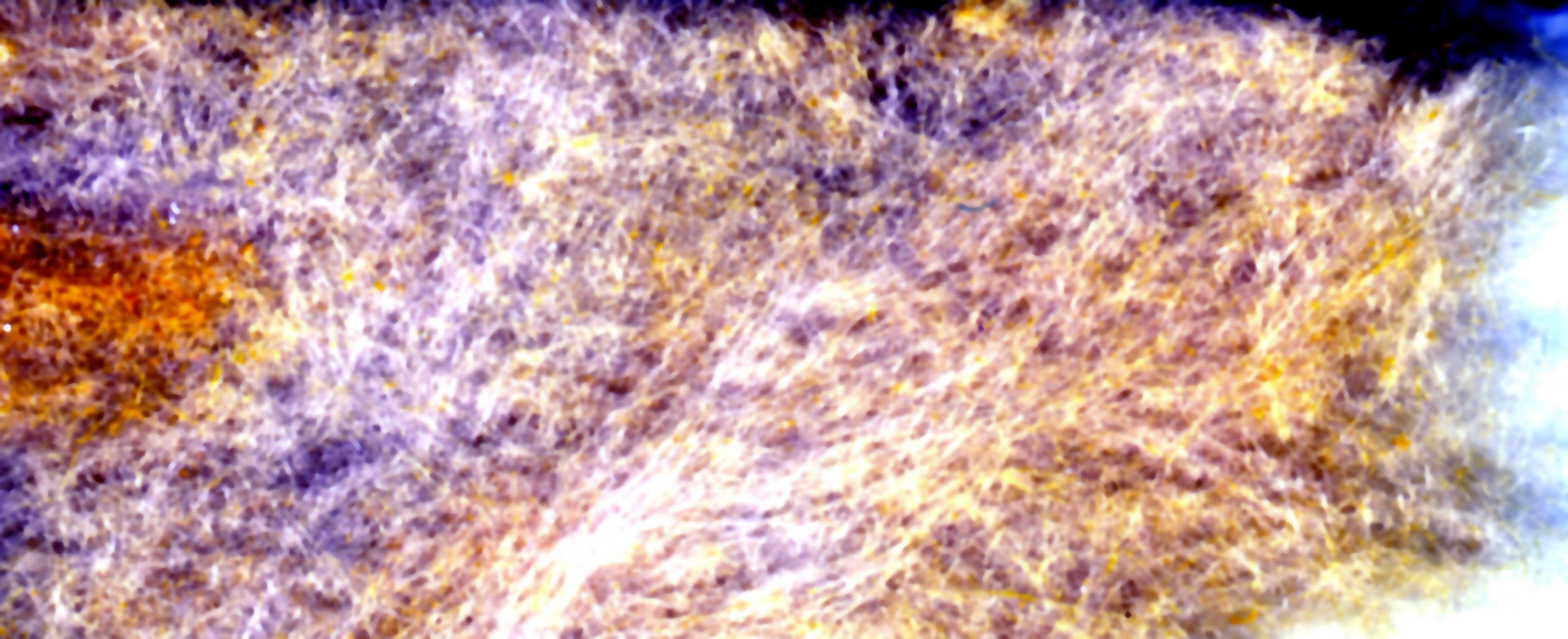
ألياف زجاجية عازلة تستخدم في الأسقف

الصوف الزجاجي هي مواد عازلة حراريا تصنع من ألياف الزجاج الملبدة على وجه مشابه لألياف الصوف. ينتج الصوف الزجاجي بشكل ألواح أو شرائح ملفوفة ذات خصائص عزل حراري وميكيانيكية مختلفة.

## التكوين والشكل العام
الصوف الزجاجى هو مادة ناتجة عن طريق صهر الزجاج ثم تحويله إلى ألياف لا يزيد قطرها عن 10 ميكرون بطريقة الطرد المركزي ويتم تشكيل الالواح شبه الجاسئة بإضافة مواد رابطة الي الياف الصوف الزجاجي وقد تحتوي هذة الالواح علي اغلفة للحماية (من رقائق الالومنيوم العاكسة أو رقائق البولي ايثيلين أو الورق المقوي المقاوم للاشتعال ) ويتوافر الصوف الزجاجي في عدة صور تستخدم للعزل الحراري مثل :
الالياف السائبة، الحصائر المخاطة، اللباد، الالواح الجاسئة.

## الخصائص الحرارية والميكانيكية
- الموصلية الحرارية 	:تتراوح بين 0.043 و 0.078 (وات/ م.س) عند درجات الحرارة من 50 الي 200 س.
- الكثافة : للالواح شبة الجاسئة لا تقل عن 72 (كجم / م3). اللباد أقل من 32 (كجم/م3) - للالياف السائبة تحت حمل 1.,. (كجم/سم2) تبلغ 130 (كجم/م3)
- امتصاص الرطوبة 	:النسبة المئوية لامتصاص الرطوبة لا تزيد عن 5 % بالوزن للاغطية واللباد.
- مقاومة الحريق 	:الواح الصوف الزجاجى غير قابلة للاشتعال وعند وصول درجة الحرارة إلى 400س تحترق المواد الرابطة العضوية.
- مقاومة الانضغاط 	:يكون الحد الادنى لمقاومة الانضغاط للالواح 1.4 كجم/سم2 عند 10% ترخيم (14,. نيوتن/مم2).

## الصحة والسلامة
الصوف الزجاجى غير قابل للاحتراق ولا ينتج عنة غازات ضارة ولكن الياف الصوف الزجاجي التي تكون عادة على شكل إبر رفيعة ضارة بالجلد عند تداولها بشكل مباشر أثناء التصنيع وقد تسبب تهيجات شديدة للجلد وفي حالة إستنشاق الألياف عند التنفس تسبب مرض الالتهاب الشعبي وخصوصاً للأشخاص المدخنين لذلك يلزم إتباع الإرشادات التالية :
1. ارتداء غطاء للوجه والعين وكمامات للأنف.
2. ارتداء قفازات وملابس واقية للجلد.
3. يراعى عدم تطاير الألياف السائبة عند استعمالها بواسطة الرياح أو ماكينات ضخ الهواء المستعملة بالموقع.

## استخداماته في مجال البناء والمجالات المختلفة
الألياف السائبة تستخدم في حشو فراغات الحوائط المزدوجة كما يستخدم في صورة ألواح لعزل الأسطح والجدران وفي صورة اسطوانات لعزل أنابيب التكييف والتبريد ومواسير المياه الساخنة والغلايات.